# Авсеенки
Авсеенки (Овсеенко) — украинский казацко-старшинский, позднее дворянский род, происходивший из Речи Посполитой.
Потомство Григория Овсеенка, знатнаго войскового товарища Стародубовского полка (конец XVII в.).

## Описание герба
В голубом поле серебряная опрокинутая подкова, увенчанная и сопровождаемая внутри двумя золотыми кавалерскими крестами.
Щит увенчан дворянскими шлемом и короной. Нашлемник: три страусовых пера. Намёт на щите голубой, подложенный серебром.